# Dersum
Dersum település Németországban, azon belül Alsó-Szászország tartományban. Lakosainak száma 1496 fő (2023. december 31.). Dersum Heede, Dörpen, Kluse, Walchum és Westerwolde községekkel határos.

## Népesség
A település népességének változása:
| Lakosok száma | 1471 | 1458 | 1449 | 1484 | 1476 | 1496 |
|               | 2016 | 2017 | 2019 | 2021 | 2022 | 2023 |